# Chile ríe y canta (álbum de 1970)
Chile ríe y canta es un álbum de música folclórica de Chile de varios intérpretes, lanzado por el sello discográfico DICAP en 1970. Entre sus participantes se encuentran la agrupación Trío Lonqui, además de los cantautores Rolando Alarcón y Héctor Pavez.
Esta es una de las varias entregas que grabaron para la peña folclórica Chile Canta y Ríe, programa radial creado por René Largo Farías en 1963 para Radio Minería.

## Lista de canciones
| Chile ríe y canta |                             |                        |                   |          |  |
| N.º               | Título                      | Música                 | Intérprete        | Duración |  |
| 1.                | «Cargué mi carreta chancha» |                        | Mira y Poncho     |          |  |
| 2.                | «La chilenera»              |                        | Cechu Antay       |          |  |
| 3.                | «Leyenda lobera»            |                        | Trío Lonqui       |          |  |
| 4.                | «Plegaria a un labrador»    |                        | Los Emigrantes    |          |  |
| 5.                | «Cuando llora el desierto»  |                        | Los Patricios     |          |  |
| 6.                | «El testamento»             |                        | Conjunto Ancuahal |          |  |
| 7.                | «Esquinazo del guerrillero» | F. Alegría, R. Alarcón | Rolando Alarcón   |          |  |
| 8.                | «Felicidad»                 |                        | Conjunto Rauquén  |          |  |
| 9.                | «Décimas por Puerto Montt»  |                        | Héctor Pavéz      |          |  |
| 10.               | «Gorrión»                   |                        | Los Mirleños      |          |  |
| 11.               | «La pericona»               |                        | Grupo Chalinga    |          |  |